# 沖縄県道209号大浜富野線
沖縄県道209号大浜富野線（おきなわけんどう209ごう おおはまとみのせん）は沖縄県石垣市大浜と桴海富野とを結ぶ一般県道。

## 概要

### 区間
- 起点：石垣市字大浜磯辺（国道390号）
- 終点：石垣市字桴海富野（沖縄県道87号富野大川線）
  - 今後、終点が石垣市字白保（国道390号）に変更予定。
- 総延長：15.6km
- 実延長：8.81km（2009年）

### 通過自治体
- 石垣市（石垣島）

### 交差する道路
- 国道390号（起点・終点（予定））
- 沖縄県道211号新川白保線（石垣市大浜川原-新川方面、石垣市大浜三和-白保方面）
- 沖縄県道87号富野大川線（石垣市大浜真栄里山 - 終点）
- 沖縄県道79号石垣港伊原間線（終点）

### 重複路線
- 沖縄県道211号新川白保線（石垣市大浜川原 - 大浜三和）
- 沖縄県道87号富野大川線

### 主要施設・トンネル
- サッカーパークあかんま（石垣市宮良・県道87号被重複区間内）
- 底原ダム（同）
- 於茂登トンネル（石垣市宮良 - 桴海・県道87号被重複区間内）
  - 全長1174m、1987年（昭和62年）開通

## 歴史
- 1953年（昭和28年）に琉球政府道として指定。1972年（昭和47年）の本土復帰で県道となった。
- 1953年（昭和28年）の政府道指定当時から富野まで計画されていたにもかかわらず、沖縄県最高峰の於茂登岳（526m）を通さねばならずトンネルが開通する1987年（昭和62年）までの30年以上も、真栄里山止まりだった。そして1987年（昭和62年）に於茂登トンネルが開通し、34年後にしてようやく終点の富野まで全線通れるようになった。
- 1993年（平成5年）、真栄里山の真栄里大川線（当時）交点 - 富野間が真栄里大川線（県道212号）と合わせて富野大川線（県道87号）として主要地方道に昇格した。
- 真栄里山交点 - 富野間が富野大川線となったことで、大浜富野線は白保の国道390号方面へ路線を延長・道路建設中である。将来新石垣空港が白保のカラ岳付近に計画されていることから、道路と新空港が完成すれば市街地から空港へ抜ける最短のアクセス道路となる。それに伴い終点と路線名が変更される可能性がある。